# ヤヌシュ・コルチャック賞
ヤヌシュ・コルチャック賞（ヤヌシュ・コルチャックしょう）は、子どもの権利を提唱した小児科医で児童文学作家ヤヌシュ・コルチャックを記念してポーランド政府が1979年に設けた国際的な賞である。子どもの権利や福祉のために活動した作家や著述家、人道主義的な価値の実現に貢献した人たちに贈られる。
代表的な受賞者としては、アストリッド・リンドグレーン（1979年受賞）やミヒャエル・エンデ（1981年受賞）、『マイがいた夏』のマッツ・ヴォール（1994年受賞）、『竜の年』のヨアンナ・ルドニャンスカ（1992年受賞）、『カードミステリー』のヨースタイン・ゴルデル（1996年）、『海の島』のアニカ・トール（2000年受賞）がいる。